# リリー・ラスキーヌ
リリー・ラスキーヌ（Lily Laskine, 1893年8月31日 パリ - 1988年1月4日 パリ）は、フランスのハープ奏者。日本では「ラスキーヌ」と呼ばれて親しまれたが、ロシア系のため本来は「ラスキン」姓である。
ユダヤ系ロシア人の両親の元に生まれる。音楽好きの一家に生まれ、幼くしてピアノの手ほどきを受けたが、やがてハープを1日に6時間も弾くようになる。1904年にパリ音楽院に入学し、11歳のときと13歳のときに首席を受賞。第一次世界大戦中は、和声法のほかに舞踊や声楽にも興味を示した。16歳でパリ・オペラ座管弦楽団にハープ奏者として入団、オペラ座の歴史上で初めて入団を許可された女性演奏家となる。
1934年にフランス国立管弦楽団が創設されると、ハープの独奏者に任ぜられた。第二次世界大戦中は、多くのユダヤ人がフランスを去ろうとする中、マルセイユのパストレ城に匿われた。
1950年にハープ奏者としてエラート・レーベルと契約し、音楽活動が新たな局面を迎える。数々のレコードが世界中に送り出されたが、なかでも友人ジャン＝ピエール・ランパルとともにパイヤール室内管弦楽団と共演した、モーツァルトの《フルートとハープのための協奏曲》の録音は、名盤として評価が高い。
演奏活動のかたわら、1948年から、レジオンドヌール勲章を受けた1958年まで、母校パリ音楽院ハープ科の教授も務め、また、さまざまな声楽家と共演してレコードや映像も遺した。コメディ・フランセーズのハープ奏者も30年以上にわたって務め上げている。
1993年より3年ごとにリリー・ラスキーヌ国際ハープコンクールが開催されており、上級部門およびジュニア部門の2コースがある。2008年に6回目を数え、長澤真澄が審査員の一人として務めている。